# Осада Константинополя (1235)
Осада Константинополя (болг. Обсада на Константинопол; фр. Siège de Constantinople) — осада болгарско-никейскими войсками, находившихся под командованием царя Болгарии Ивана Асеня II и императора Никеи Иоанна III Дуки Ватаца, столицы Латинской империи, произошедшая в 1235 году в ходе никейско-латино-болгарской войны.

## Предпосылки
После смерти Роберта Кортнейского в 1228 году к власти пришёл Иоанн де Бриенн. После победы в битве при Клокотнице 9 марта 1230 года территория Эпира была захвачена болгарами, угроза Латинской империи от Эпира была ликвидирована, главным врагом её стала Никея, которая вторглась в Грецию. Император Никеи Иоанн III Дука Ватац заключил союз с Болгарией, в результате которого в 1235 году она объявила войну Латинской империи.

## Ход осады
В 1235 году для защиты Константинополя, в котором находился осаждённый императором Никеи Иоанном III Дукой Ватацом и царём Болгарии Иваном Асенем II император-регент Иоанн де Бриенн, Анжело Санудо отправил к городу эскадру. Осада болгарско-никейскими войсками закончилась неудачей. Войска Латинской империи под руководством регента Иоанна де Бриенна сделали вылазку и нанесли поражение осаждавшим, заставив их отступить. Флот союзников латинян венецианцев нанес поражение никейскому флоту в морском сражении под стенами Константинополя, захватив 24 корабля. Болгарская и никейская армии отступили, так как за осенью следовала зима. Иван Асень II и Иоанн III Дука Ватац договорились возобновить боевые действия через год, но, когда настал срок, царь Болгарии отказался поставить войска. После смерти Иоанна де Бриенна болгары нарушили заключенный с Ватацем договор, потому что появилась вероятность, что регентом Латинской империи может стать Иван Асень II.
Вслед за этим последовала интервенция в пределы Латинской империи Ангело, в результате которой был заключен мирный договор сроком на два года.

## Последствия
К 1247 году Константинополь практически окружили войска Никеи, свободной от осады была только одна крепостная стена, расположенная на берегу моря. Победа Никеи в битве при Пелагонии в 1259 году ознаменовала начало конца господства латинов в греческом регионе. 25 июля 1261 года, когда бо́льшая часть латинских войск отсутствовала в Константинополе, никейский военачальник Алексей Стратигопул смог найти незащищённую часть города и вступил в него с войсками, Византийская империя была восстановлена, её 1-м правителем стал Михаил VIII Палеолог.